# Augochloropsis viridana
Augochloropsis viridana är en biart som först beskrevs av Smith 1861.  Augochloropsis viridana ingår i släktet Augochloropsis och familjen vägbin. Inga underarter finns listade.